# Beclean (okręg Braszów)
Beclean – wieś w Rumunii, w okręgu Braszów, w gminie Beclean. W 2011 roku liczyła 740 mieszkańców.